# غورا دايلينغ
غورا دايلينغ (بالإنجليزية: Gora-Daileng)‏ في ميثولوجيا جزر كارولينا، هو رب العالم السفلي الذي يعاقب الخطاة بدفعهم في النهر حيث يجرفهم نحو كهف لا عودة لهم منه.